# トビケラ
トビケラ（飛螻蛄）はトビケラ目（毛翅目）Trichoptera の昆虫を指す。
資料によってはトビゲラとも表記される。

## トビケラ目の概要
トビケラ目は毛翅目ともいい、ほとんどの種で翅が刺毛に覆われている。全世界で46科、12,000種以上が認められており、日本ではそのうち29科、400種以上の生息が認められている。完全変態をする一群で、チョウ目との共通祖先から進化したと考えられている。体は管状、長い糸状の触角を持ち、翅を背中に伏せるようにして止まる姿は一部のガ類に似ている。
幼虫の形態は、エグリトビケラのような蟲児型、トビケラ科では亜蟲児型（Suberuciform）、ヒゲナガカワトビケラのような campodeiform などに分類される。
幼虫はほとんどが水生で、細長いイモムシ状だが胸部の歩脚はよく発達する。頭胸部はやや硬いが、腹部は膨らんでいて柔らかい。また、腹部に気管鰓を持つものも多い。砂や植物片を自ら出す絹糸に絡めて円筒形その他の巣を作るものが多い。巣の中で蛹になる。羽化の際は、蛹自ら巣を切り開き、水面まで泳ぎ上がり、水面や水面上に突きだした石の上などで成虫になる。この様な羽化様式が多いが、クロツツトビケラなどでは、水中羽化も報告されている。
また、トビケラは種による差が認めにくいものがあるために同定は難しいものも多い。幼虫は巣の形で属レベルの同定が可能なものもある。成虫については、翅に明瞭な斑紋や色彩を持つ種もあるが、地味なものが大部分で、雌雄の生殖器の構造を見ることが必要になる。卵の観察が最新の研究で進んでいる。
水生昆虫としては流水性のそれとしてカワゲラ、カゲロウと肩を並べる。幼虫の生活する水域は種によって異なる。渓流やきれいな川に多いが、湖沼や池などの止水にも生息する。そのほか小さな湧水や岩盤を滴る流れにも生息する種がある。海産
や陸生種
もわずかだが知られる。ただし最近のスカンジナビアやカナダにおける研究では、汽水域には予想以上に多くの種が生息すると報告されている。日本の汽水域における研究は皆無である。

## 巣
トビケラ類の幼虫はいさご虫（沙虫）と呼ばれ、水中生活で、多くが巣を作る事で有名である。巣は水中の小石や枯れ葉などを、幼虫の出す糸でかがって作られる。巣の型には大きく携帯型（移動できる）のものと固定型の2つがある。
もっとも一般的なのは、落葉や砂粒・礫などを綴り合わせて作られる鞘状や筒状の巣で、携帯巣（けいたいそう）、筒巣（とうそう）あるいはケーシング（casing）と呼ばれる。体がぴったり入る大きさで、前方から頭胸部を出して移動したり採餌したりするもので、言わば水中のミノムシ状態である。水中の植物質を餌とするものが多く、礫で巣を造るニンギョウトビケラなどが有名である。
これに対して、シマトビケラやヒゲナガカワトビケラなど「造網性」と呼ばれる種類の作る巣は、渓流などの石に固定されており、その一部に糸による網が作られ、ここにひっかかった流下微粒子を食べる。
これらに対して例外的なのがナガレトビケラ科で、巣を作らない。幼虫は裸で水中を移動し、他の水生昆虫を餌とする。
- シマトビケラ科やヒゲナガカワトビケラ科など - 乱雑な巣を植物片や小礫で作る。
- ヒゲナガトビケラ科 - 砂粒や植物片などさまざまな材料を用いた筒巣を作る。
- トビケラ科 - 植物片をらせん状などに編んで巣を作る。
- キタガミトビケラ科 - 円錐形の巣の末端を石などに固定する。

## 人間との関わり
多くは渓流の水生昆虫か、明かりに飛んで来る小さな虫であって、直接の利害はない。
長野県では渓流の水生昆虫をザザムシと呼んで食用にする。その中心はヒゲナガカワトビケラである。
その他の利用としては、アマゴなどを釣る渓流釣りにおける餌としてよく使われる。
特殊な利用例として、山口県岩国市の錦帯橋付近におけるニンギョウトビケラの巣の土産物としての販売が挙げられる。この種は筒巣の両側にやや大きめの砂粒を付け、蛹化する際には前後端に砂粒をつけて蓋をする。この後端の石を頭に見立て七福神や大名行列を作る。
シマトビケラ類の幼虫は、水力発電所のダムの配水管に入り込んで壁面に巣を作り、水の速度を落としてしまうことがある。
大発生した成虫が不快害虫とされる種もあるほか、アレルゲンとなることも知られている。
宮沢賢治の作品「やまなし」にも出てくる。

## 指標生物
河川では数の多い昆虫であり、多くの種があることから、カワゲラやカゲロウと並んで河川の水質調査の際の指標生物とされる。特に、シマトビケラやヒゲナガカワトビケラなどの造網性の種は、水中の小石が増水等で移動するような場所では安定して生活できないと考えられる。そこで水生昆虫の中にこの類の占める割合を造網係数と呼び、河川の安定を示す指標と考えている。

## 下位分類
- シマトビケラ亜目 Annulipalpia
  - シマトビケラ科　Hydropsychidae
  - アミメシマトビケラ科　Arctopsychidae
  - イワトビケラ科　Polycentropodidae
  - ヒゲナガカワトビケラ科　Stenopsychidae
  - カワトビケラ科 Philopotamidae
  - クダトビケラ科　Psychomyiidae
  - キブネクダトビケラ科　Xiphocentronidae
  - シンテイトビケラ科　Dipseudopsidae
  - ムネカクトビケラ科　Ecnomidae
- ナガレトビケラ亜目 Spicipalpia
  - ナガレトビケラ科 Rhyacophilidae
  - カワリナガレトビケラ科 Hydrobiosidae
  - ヤマトビケラ科 Glossosomatidae
  - ヒメトビケラ科 Hydroptilidae
- エグリトビケラ亜目 Integripalpia
  - エグリトビケラ科　Limnephilidae
  - マルバネトビケラ科　Phryganopsychidae
  - トビケラ科　Phryganeidae
  - カクスイトビケラ科　Brachycentridae
  - キタガミトビケラ科　Limnocentropodidae
  - カクツツトビケラ科　Lepidostomatidae
  - コエグリトビケラ科　Apataniidae
  - クロツツトビケラ科　Uenoidae
  - ニンギョウトビケラ科　Goeridae
  - ヒゲナガトビケラ科 Leptoceridae
  - ホソバトビケラ科 Molannidae
  - アシエダトビケラ科 Calamoceratidae
  - フトヒゲトビケラ科　Odontoceridae
  - ケトビケラ科　Sericostomatidae
  - カタツムリトビケラ科　Helicopsychidae
  - ツノツツトビケラ科　Beraeidae